# Ай-Нёгусъях
Ай-Нёгусъях (устар. Ай-Нёгус-Ях) — река в России, протекает по Нижневартовскому району Ханты-Мансийского АО. Устье реки находится в 22 км по левому берегу реки Энтль-Нёгусъях. Длина реки составляет 44 км.
В 14 км от устья, по правому берегу реки впадает река Когу-Игль

## Данные водного реестра
По данным государственного водного реестра России относится к Верхнеобскому бассейновому округу, водохозяйственный участок реки — Обь от впадения реки Вах до города Нефтеюганск, речной подбассейн реки — Обь ниже Ваха до впадения Иртыша. Речной бассейн реки — (Верхняя) Обь до впадения Иртыша.
Код объекта в государственном водном реестре — 13011100112115200041429.